# Monarquia da Finlândia

Brasão de armas do Grão Duque da Finlândia

A Monarquia da Finlândia foi uma monarquia que existiu na Finlândia até 1918.

## Grão-Duque da Finlândia

### Era Sueca
Por volta de 1580, o Rei João III da Suécia, que havia sido anteriormente (1556-1563) o Duque da Finlândia, tomou o título subsidiário de Grão Príncipe da Finlândia  (em sueco:  Storfurste, em finlandês:  Suomen suuriruhtinas) para os Monarcas do Reino da Suécia, aparecendo pela primeira vez nos registros em 1581 (embora tenha sido usado por João III em 1577). Durante esses anos, João era estava em contenda com seu vizinho do leste, o Czar Ivã, o Terrível, que possuía uma coleção de títulos subsidiários como Grão Príncipe de vários antigos principados russos e províncias. O uso de Grão Príncipe, em nome de João, era uma contramedida para indicar sua posição forte como soberano da Suécia, também um país com diversos reinos e regiões dependentes, igual ao czarismo na Rússia. Não só a Finlândia foi anexada, mas a Carélia, Íngria e a Livônia, todas elas adjacentes da fronteira entre Suécia e Rússia. Diz-se que o primeiro uso do novo título foi em uma reunião com o czar Ivan.
Durante os próximos 140 anos, o título foi usado pelos sucessores de João no trono, com exceção de Carlos IX que listou os finlandeses como uma das muitas nações sobre as quais ele era o rei durante 1607 – 1611. Como o título só tinha uma natureza subsidiária, sem qualquer significado de concreto, foi usado principalmente em ocasiões muito formais, juntamente com uma longa lista de novos títulos reais. O último monarca sueco a usar o título foi a Rainha Ulrika Eleonora, que abdicou em 1720. No entanto, em 1802, o Rei Gustavo IV Adolfo deu o título a seu filho recém-nascido, o príncipe Carl Gustaf, que morreu três anos depois.

### Era Russa
Durante a Guerra finlandesa entre a Suécia e a Rússia, os quatro estados que ocupavam a Finlândia (Riksdag of the Estates) reuniram-se na Dieta de Porvoo (parecido com a Dieta do Japão) em 29 de março de 1809 para  jurar lealdade a Alexandre I da Rússia, que já havia anteriormente durante a guerra começado a usar o nome  Grão-Duque da Finlândia à sua longa lista de títulos. Após a derrota da Suécia na guerra e com a assinatura do Tratado de Fredrikshamn em 17 de Setembro de 1809, a Finlândia tornou-se uma verdadeira entidade autônoma do Grão-Ducado da Finlândia como parte da Rússia Imperial.
O Imperador governou a Finlândia através de seu governador e de um Senado nativo por ele nomeado. O país, no entanto, gozava de um elevado grau de autonomia, até sua independência em 1917. A Finlândia foi declarada uma república independente, mas após a Guerra Civil, houve uma mal-fadada tentativa de impor uma monarquia.
Hoje, não há pretendentes ao título do Grão-Duque da Finlândia.

## Reino da Finlândia

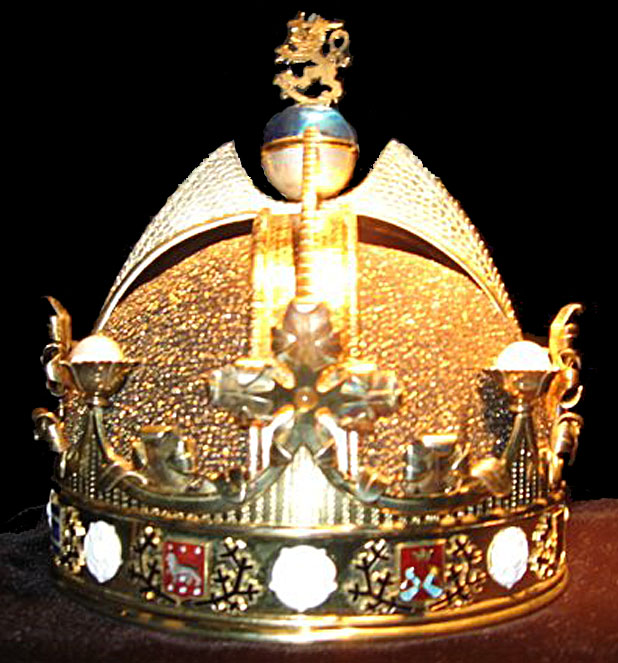
Coroa projetada para o monarca finlandês.

O Reino da Finlândia foi uma tentativa breve de estabelecer o Príncipe Frederico Carlos de Hesse como Rei da Finlândia seguindo a independência finlandesa da Rússia.
Sob pressão do Império Alemão, a Finlândia havia declarado independência da Rússia em 6 de dezembro de 1917, levando a um debate acirrado sobre a declaração do novo Estado como uma república ou permanecer uma monarquia. Na época da declaração de independência, os monarquistas eram uma minoria no Eduskunta finlandês, e a Finlândia foi declarada uma república. Após a guerra civil, e enquanto o pró-republicano  Partido Social Democrata foi excluído da Eduskunta, Frederico foi eleito ao trono do Reino da Finlândia em 9 de outubro de 1918.

## A Monarquia Hoje
Hoje, não existem movimentos monarquistas conhecidos na Finlândia, nem quaisquer pretendentes a qualquer uma das posições anteriormente planejados ou reais de duques, grão-duques ou reis da Finlândia. No entanto, há um pretendente em potencial: o príncipe Philipp de Hesse que, no entanto, vê a ideia de sua pretensão tão ridícula e se abstém de fazer qualquer reivindicação ao trono finlandês. Ele é, no entanto, um segundo filho, e inclusive contratou um morganático casamento e, de acordo com documentos da família certas e correspondência, o sucessor do Príncipe Frederick Charles de Hesse como Rei da Finlândia teria sido o seu segundo filho sobrevivente o Príncipe Wolfgang de Hesse (1896-1989), aparentemente porque Wolfgang estava com seu pais em 1918 e pronto para viajar para a Finlândia, onde um casamento com uma senhora finlandesa já estava em preparação para a vinda do príncipe herdeiro. Philipp era militar e incapaz de ser contatado no momento. Esta escolha nesse momento, porém, não é precedente que nas próximas gerações, a realeza teria conseguido segundogenitura , colocando o filho mais velho de sempre para o título Hesse (de acordo com o Dr. Vares Vesa). Pelo contrário, o que é praticamente impensável que a sucessão de um reino dependeria considerandos secundária são também indigotinos grupos étnicos na região que também pode ter o seu próprio direito.

## Reis da Finlândia
Ver Lista de reis da Finlândia